# Степаненко, Георгий Макарович
Гео́ргий Мака́рович Степане́нко (1866, Кременчуг Полтавской губернии — ?) — российский инженер путей сообщения. Товарищ министра путей сообщения в правительстве А. В. Колчака (1918—1920).

## Биография
Родился в многодетной семье бедного чиновника.

### Образование и начало работы
Окончил реальное училище в Кременчуге, Петербургский технологический институт (1888). Во время получения высшего образования давал частные уроки. Ещё будучи студентом, работал подённым рабочим и мастеровым в железнодорожных мастерских, помощником машиниста и машинистом. Некоторое время работал машинистом и после окончания института.

### Инженер на российских железных дорогах
С 1890 работал помощником начальника участка, контролёром службы тяги и начальником участка на частных Лозово-Севастопольской и Рязанско-Уральской железных дорогах, занимался организацией участков тяги и строительством мастерских.
С 1898 — помощник начальника службы тяги строившейся части Среднесибирской железной дороги. По окончании постройки Среднесибирской железной дороги был приглашён на постройку Второй Екатерининской железной дороги, где служил начальником механического отдела. Возглавлял проектировку и строительство всех механических сооружений дороги и создание главных Александровских паровозных мастерских, которые после сооружения получили статус показательных. По его инициативе на Второй Екатерининской железной дороге впервые на российских железных дорогах были введены в качестве силовых двигателей двухгазовые устройства, бывшие тогда нововведением в железнодорожной сфере. В связи с этими работами выезжал в командировку в Швейцарию.
С 1906 — помощник начальника службы Екатерининской железной дороги. Автор доклада об особенностях и недостатках вводимого тогда на российских железных дорогах типа мощного товарного паровоза, который был одобрен на трех съездах инженеров в городах Харькове, Москве и Петербурге и стал основанием для модернизации паровозов. Одновременно с работой на железной дороге читал лекции по технологии металлов в Екатеринославском горном институте. Одновременно был техническим консультантом, возглавлял основанный им товарищеский кружок инженеров, руководил техническим обществом.
С конца 1913 — начальник службы тяги Самаро-Златоустовской железной дороги. В Самаре также возглавлял техническое общество.

### Работа во время Первой мировой войны
С июля 1915 руководил созданием во Владивостоке железнодорожных мастерских для сборки американских вагонов. Работы начались в августе 1915, а уже спустя год была запущена крупнейшая в мире компрессорная установка с 6500 рабочих, были выпущены на железные дороги и отправлены с воинскими припасами более 12 000 большегрузных вагонов (33 000 обычных вагонов).
К февралю 1917 мастерские не работали в ожидании исполнения США второго заказа вагонов. Однако после Февральской революции управление мастерскими было захвачено рабочими, и Степаненко оставил свою должность.
С 1917 — помощник начальника Омской железной дороги.

### Деятельность в период Гражданской войны

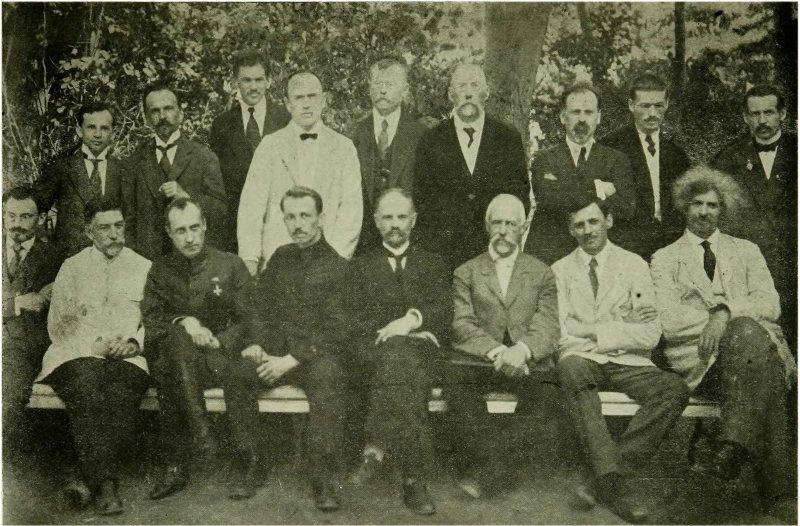
Г. М. Степаненко (1 ряд, 2-й слева), министр путей сообщения во Временном Сибирском правительстве П. В. Вологодского, лето 1918 года.

С 19 июня 1918, после свержения власти большевиков на Востоке России, был назначен заведующим отделом путей сообщения Сибири в Западно-Сибирском Комиссариате.
С 1 июля 1918 — управляющий министерством путей сообщения во Временном Сибирском правительстве.
С августа 1918, одновременно, входил в состав Административного совета. Был сторонником единоначалия в управлении железными дорогами, противником вмешательства профсоюзов в техническую деятельность, активно внедрял сдельную оплату труда.
С 4 ноября 1918 — товарищ министра путей сообщения Временного Всероссийского правительства, с 18 ноября 1918 — Российского правительства, действовавшего при Верховном правителе А. В. Колчаке.
Был арестован большевиками, заключён в тюрьму в Омске и предан суду. В последнем слове, в частности, сказал: В течение всей своей жизни я не накопил никаких материальных благ. И единственное, что я сохранил — это свободная чистая совесть.
Чрезвычайным революционным трибуналом Сибири в мае 1920 был приговорён к пожизненному заключению с применением принудительных работ.